# Masacrul de la Wounded Knee

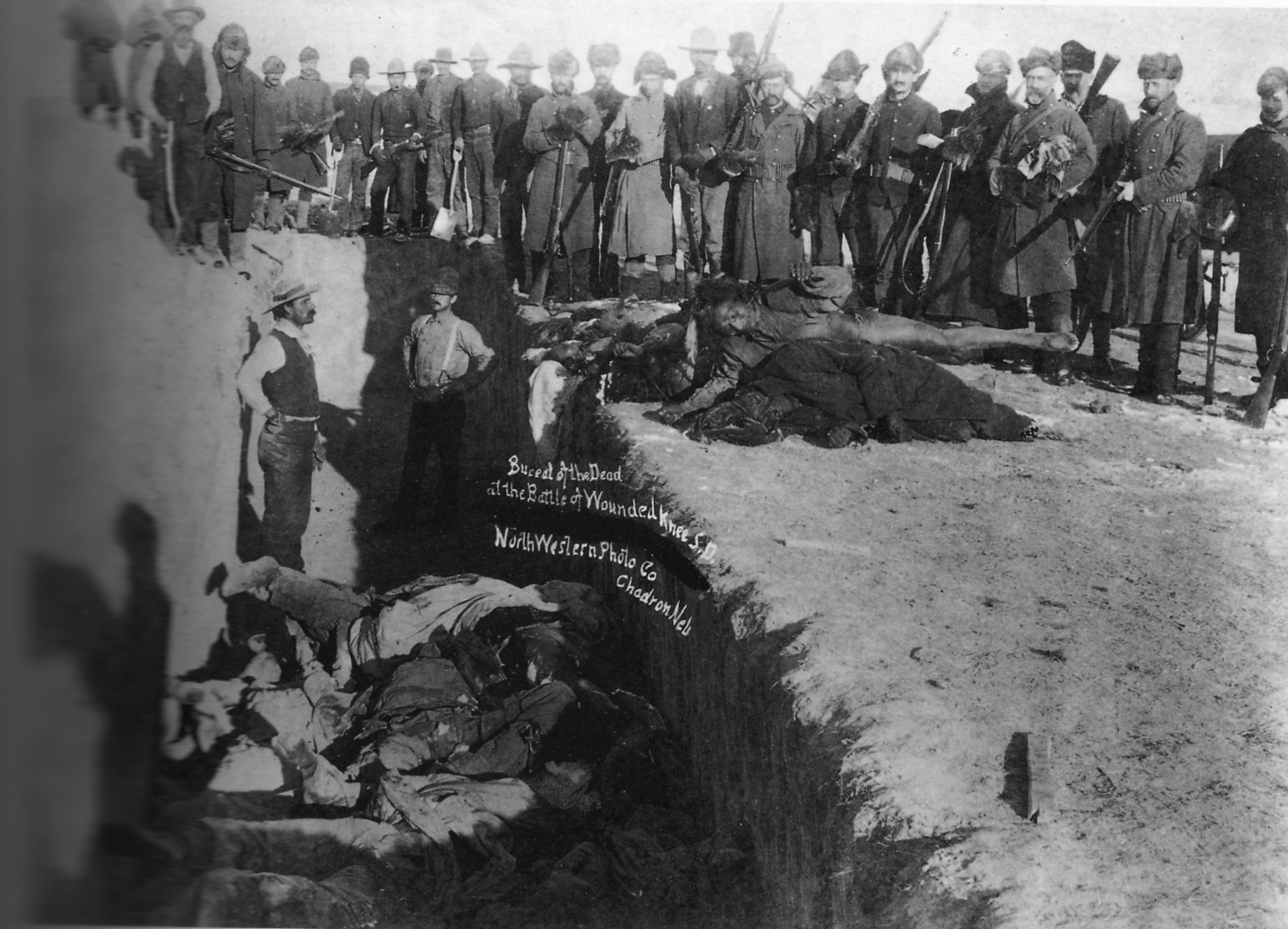
Masacrul de la Wounded Knee

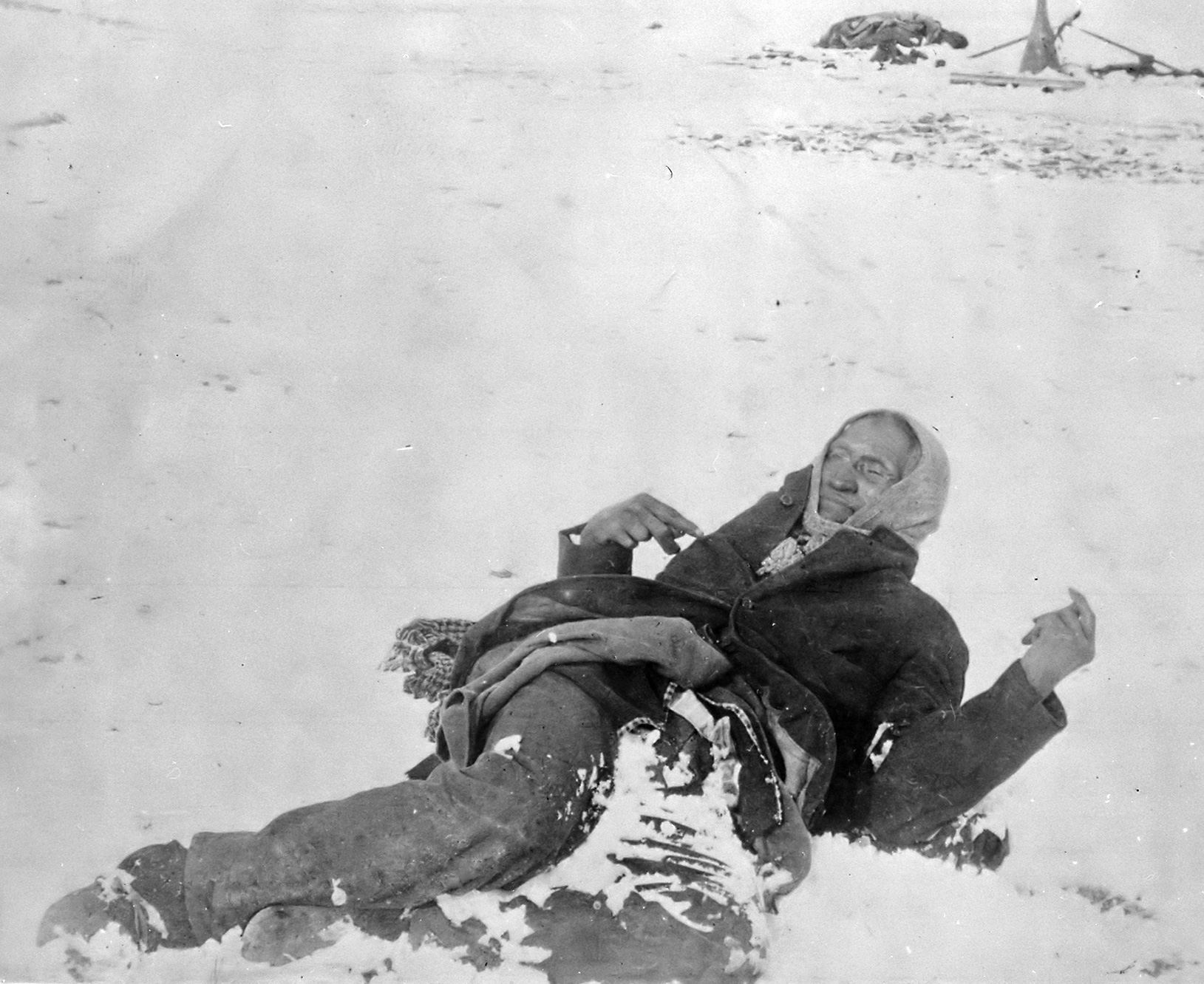
Cadavrul lui Elan Pestriţ

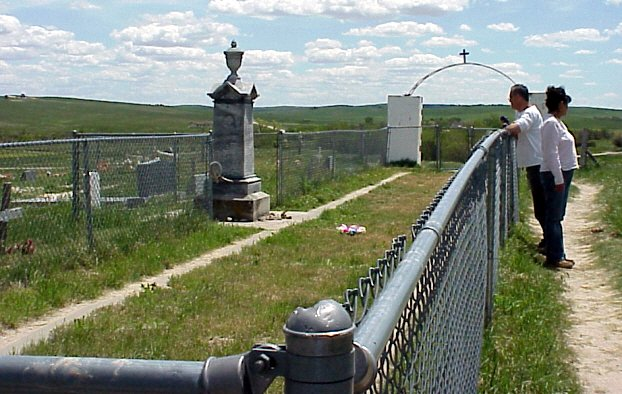
Monument dedicat masacrului

Masacrul de la Wounded Knee a fost un masacru comis de către armata SUA, pe data de 29 decembrie 1890, împotriva triburilor Lakota/Sioux Miniconjou și Hunkpapa, lângă Rezervația Lakota Creasta Pinului, în statul american Dakota de Sud. Masacrul s-a produs în timp ce regimentul de cavalerie a 7-a SUA , condus de generalul James W. Forsyth, escorta convoiul amerindienilor Lakota, condus de Elan Pestriț. În urma masacrului au fost uciși cca 300 de amerindieni Lakota, dintre care 90 de bărbați și 210 de femei și copii. De partea cealaltă au murit 25 de soldați americani, iar în urma masacrului au fost decorați 20 de soldați americani cu Medalia Onoarei. În anul 2001, Congresul Național al Indienilor Americani a trimis 2 rezoluții guvernului american pentru retragerea medaliilor celor 20 de soldați americani, precum și recunoașterea oficială a acestui masacru, respinse chiar și în ziua de astăzi de guvernul american. Masacrul de la Wounded Knee va rămâne una dintre cele mai rușinoase pagini din istoria militară a SUA.